# Ptochophyle kenricki
Ptochophyle kenricki är en fjärilsart som beskrevs av Louis Beethoven Prout 1925. Ptochophyle kenricki ingår i släktet Ptochophyle och familjen mätare. Inga underarter finns listade.